# Aligot rogenc
L'aligot rogenc (Buteo rufinus) és una espècie d'ocell de la família dels accipítrids (Accipitridae). Habita a Europa de l'Est, Àfrica del Nord, el Pròxim Orient i Àsia central. El seu estat de conservació es considera de risc mínim.

## Morfologia
- Típic membre del gènere Buteo fa 60 – 65 cm de llargària, amb una envergadura de 135 – 160 cm. La femella, amb uns 1,3 kg és una mica major que el mascle que pesa uns 1,1 kg.
- Amb alguna variabilitat de plomatge, tenen un to general taronja clar, cua roja o taronja, cap pàl·lid, i una gran zona blanca sota les ales. A les ales hi ha una distintiva taca negra a l'altura del carp.
- El plomatge pot anar des de bastant clar a molt fosc. De vegades poden ser molt semblants a la subespècie oriental de l'aligot comú (Buteo buteo vulpinus), però l'aligot rogenc té les ales més llargues i és més semblant a un aligot calçat o encara a una petita àliga del gènere Aquila.
- El jove té el cap clar, pit blanc i cua marró clar.

## Hàbitat i distribució
Típicament habita zones estepàries i semideserts, però també pot ser observat a àrees encara més àrides o en zones forestals obertes i terres de conreu, des dels Balcans fins a Mongòlia i des de Mauritània fins a la Península aràbiga. Les poblacions septentrionals hibernen en Àfrica i Àsia central.

## Reproducció
Normalment fa el niu en llocs alts, com grans arbres o penya-segats, però on escassegen pot arribar a fer-ho a terra. La femella pon 2 – 3, o fins a 5, ous clars amb taques color cafè, durant la primera meitat d'abril. Els pollets romanen al niu 45 – 52 dies, abans del primer vol.

## Alimentació
S'alimenta principalment de petits rosegadors, encara que també menja llangardaixos, serps, petits ocells i grans insectes.

## Llistat de subespècies
Se n'han descrit dues subespècies d'aligots rogencs:
- Buteo rufinus rufinus Cretzschmar, 1829. Des de l'àrea del Balcans fins a Mongòlia i l'Índia. En hivern migració parcial a Àfrica i zones d'Àsia
- Buteo rufinus cirtensis Levaillant 1850. Des de Mauritània fins a Egipte i la Península aràbiga. Sedentari en gran manera.